# ブランドン・ヒューズ
ブランドン・ヒューズ（Brandon Hughes 1986年5月23日- ）はイリノイ州ブルーミントン出身のアメリカンフットボール選手。現在NFLのフィラデルフィア・イーグルスに所属している。ポジションはコーナーバック。主にスペシャルチーム要員としてプレーしている。

## 経歴
高校時代は、ワイドレシーバーとコーナーバックを務めた。
オレゴン州立大学に進学、1年次の2005年より先発コーナーバックとして起用された。2007年11月10日のワシントン大学戦ではプレー終了後、小競り合いをしたことから他の2選手とともに退場となった。この年57タックル、12パスディフェンスを記録した。2008年シーズン前には、ジム・ソープ賞の候補の1人となった。2009年のEast–West Shrine Game のメンバーに選ばれた。同大学では2度、パシフィック・テン・カンファレンスのセカンドチームに選ばれており、178タックル、3インターセプトをあげた。
NFLスカウトコンバインでは、40ヤード走で4秒38を記録した。
2009年のNFLドラフト5巡でサンディエゴ・チャージャーズに指名された。6月20日、チャージャーズと4年契約を結んだ。アトランタ・ファルコンズとのプレシーズンゲームでひざを負傷し、9月1日、故障者リスト入りした。
2010年9月、最終ロースターカットで、チャージャーズから解雇された。9月10日、ニューヨーク・ジャイアンツとプラクティス・スクワッドとして契約した。同年11月23日、エリス・ホブスが故障者リスト入りしたフィラデルフィア・イーグルスと契約を結んだ。この年、プレーオフ出場が決まり、主力を休ませた最終週の1試合のみ出場した。
2011年、先発1試合を含む13試合に出場し、16タックルをあげた。
2012年9月23日、イーグルスと1年の契約延長を果たした。